# سبيروجيرا (طحلب)
سبيروجيرا أو سبايروجيرا أو الأشنة اللولبية أو اللولبية (بالإنجليزية: Spirogyra)‏ هي جنس من الطحالب الخضراء تتبع فصيلة المترابطة من رتبة الزيغنيميات. وهي واسعة الانتشار تنمو فوق سطح المياه العذبة الجارية أو الراكدة في البرك أو المستنقعات.

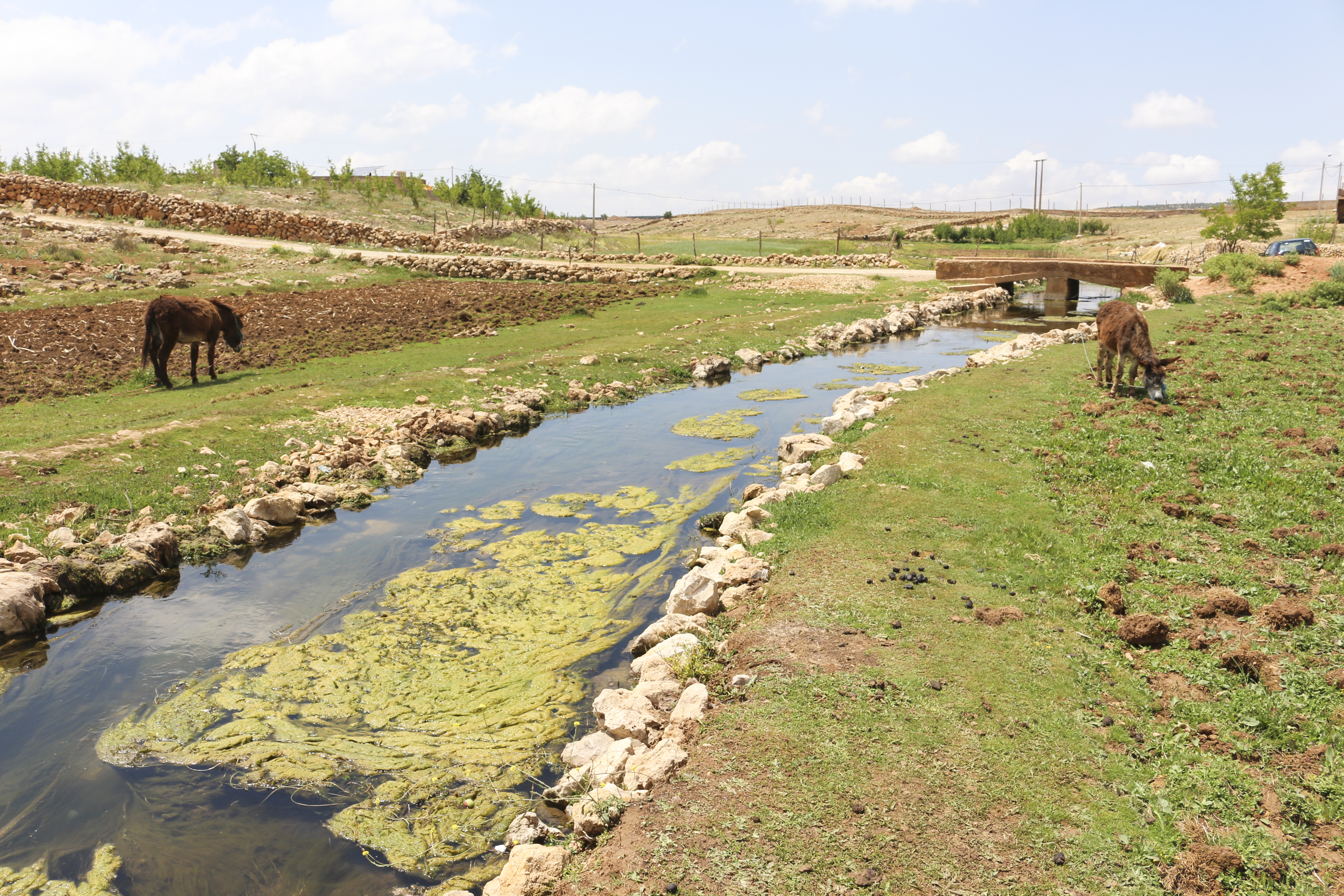
طحلب سبيروجيرا على سطح مياه واد سيدي ميمون بالأطلس المتوسط.

## تركيبها
تتركب من خيط أخضر غير متفرع مقسم إلى خلايا متشابهة من حيث التركيب والوظيفة، إلا أن كل خلية من الخلايا المكونة للخيط تكون مستقلة وتقوم بأداء وظائفها الحيوية بشكل مستقل عن الخلايا المجاورة لها، تحتوى كل خلية على بلاستيدة واحدة أو أكثر شريطية (حلزونية) الشكل كبيرة الحجم لها جدار متعرج وينغمس فيها سلسلة من المراكز النشوية كروية الشكل.

## طريقة تكاثرها
يتكاثر هذا الطحلب إما تكاثراً خضرياً أو جنسياً.
- التكاثر الخضري يحدث بواسطة تقطع الخيط إلى قطع صغيرة نتيجة تعرضه لضغط ميكانيكي أو موت بعض الخلايا في الخيط وتستطيع كل قطعة أن تنمو لتعطى خيطا جديداً.
- التكاثر الجنسي ويحدث بين مشيجين متشابهين غير مهدبين، ويكون التزاوج إما سلّمياً أو جانبياً:
  - تكاثر جنسي جانبي : ويحدث بين خليتين متجاورتين، في الخيط نفسه.
  - تكاثر جنسي سلمي : يحدث بين خليتين متقابلتين، في خيطين مختلفين. [15]